# 송연희
송연희(1958년 5월 7일 ~ )는 대한민국의 성우이다. 1976년 CBS 11기 성우로 입사했으며, 언론통폐합으로 현재는 KBS 14기로 분류된다. 한국방송 성우극회 소속.

## 출연 작품

### 애니메이션
- 기신병단 (투니버스) - 마리아
- 들장미 소녀 제니 (KBS)
- 명탐정 코난 (KBS) - 세모
- 바다소년 트리톤 (KBS) - 헤타포트
- 벨과 마법의 성 (KBS)
- 별나라 수퍼 쭈리 (MBC) - 세찬
- 알라딘 (KBS) - 산드라
- 요리왕 비룡 (KBS) - 흥낭
- 작은 숙녀 링 (KBS) - 엄마
- 전사 골리앗 (KBS) - 골리앗의 전처
- 축구왕 슛돌이 (SBS) - 앗슈
- 캡틴 테일러 (SBS) - 칼슨 소령
- 크러시기어 (KBS) - 홀쭉이
- 탐정소녀 킴파서블 (KBS) - 루퍼스
- 탑블레이드 V (SBS) - 케인
- 101 달마시안 (KBS)

### 극장용 애니메이션
- 미운 오리 새끼와 랫소의 모험 - 필리스
- 아나스타샤(KBS) - 소피(버나뎃 피터스)
- 애니매트릭스(SBS) - 씨스(헤디 버레스)
- 101마리 강아지 - 패치 / 소
- 101마리 강아지 2 - 패치

### 외화
- 이터널 선샤인(SBS) - 조엘의 엄마(데본 에이어)
- 레드 플래닛(SBS) - 여성(캐롤라인 보시)
- 패트리어트: 늪 속의 여우(SBS) - 새뮤얼 마틴(브라이언 채핀)
- 페이첵(SBS)
- 애딕티드 러브(SBS)
- 탱고(SBS) - 엘레나 (미아 마에스트로)
- 커럽터(SBS)
- 대부 3(SBS) - 그레이스 (브리짓 폰다)
- 세가지 색 레드(SBS)
- 피아니스트의 전설(SBS)
- 미스틱 리버(SBS) - 어린 지미(제이슨 켈리)
- 아임 낫 스퀘어드(SBS) - 메수트 외질
- 디오스(SBS) - 직원(알리시아 산체스)
- 스노우보더(SBS)
- 쥬라기 공원(SBS) - 티미 머피(조셉 마젤로)
- 유산상속 벼락부자(SBS)
- 드라큘라 2000(SBS) - 발레리 (제리 라이언)
- 맥시멈 리스크(SBS)
- 이레이저(SBS) - 쟈니의 아내(멜로리 월터스)
- 위대한 사랑(SBS)
- 쉘 위 댄스(KBS) - 하토리 부인
- 아멜리에(KBS) - 아만다 쁠랭, 꼴리뇽 어머니, 스튜어디스
- 알츠하이머 케이스(KBS) - 비케(로리엔 반 덴 브로엑) / 판 캄프의 아내(엘스 도테르만스)
- 슈퍼소년 앤드류(KBS)
- 골치 아픈 여자(KBS) - 캐롤 도즈워스 (아니타 모리스)
- 공포의 특급열차(KBS) - 로지
- 풀 몬티(KBS) - 진(레슬리 샤프)
- 빌리 엘리어트(KBS) - 심사위원
- 웨어 더 머니 이즈(KBS) - 포스터(수잔 번즈)
- 풀 프루프(SBS) - 매기(타라 슬론)
- 올드 스쿨(SBS)
- 언컨디셔널 러브(SBS)
- 댄싱히어로(SBS) - 리즈 홀트
- 7일간의 사랑(SBS)
- 부귀열차(SBS)
- 칠협오의(SBS) - 매파
- 칵테일(KBS) - 일리나 (엘렌 폴리)
- 미스터 베이스볼(KBS)
- 호커스 포커스(KBS)
- 데스페라도(KBS)
- 역(KBS)
- 굿바이 레닌(KBS) - 어린 알렉스(니코 리더뮬러)
- 고인돌가족 플린스톤2(KBS)
- 블루문 특급(KBS)
- 프레데터2(KBS) - 부검의(릴리안 쇼빈) / 방송 기자(루신다 웨이스트)
- 어느 이혼녀의 고백(KBS)
- 코난(KBS)
- 더티 해리 4 - 써든 임팩트(KBS)
- 포이즌 아이비(SBS)
- 비버리 힐스 캅 2(SBS) - 클럽 예약원(발레리 와일드먼) / 종업원(셰리 레빈스키)
- 에이스 벤츄라(SBS)
- 응징자(KBS) - 다나카(킴 미요리) / 줄리(메이 로이드)
- 하이디(KBS) - 피터의 엄마(마그리트 라이너)
- 그렘린 2(SBS) - 도린(페이지 한나)
- 007 위기일발(KBS) - 실비아(유니스 게이슨)
- 세븐(KBS) - 방송 앵커(비벌리 버크)
- 나 홀로 집에 3(SBS) - 공항 직원(아드리안 덩컨)
- 공주는 못말려(SBS) - 하얀 마녀(앙헬라 몰리나)
- 로보캅 2(SBS) - 제시 퍼킨스(리자 기븐스)

### 특수촬영 영화
- 외계에서 온 우뢰매 2 - 데일리(송금란)
- 외계에서 온 우뢰매 전격 쓰리 작전 - 보미(우윤아)

### 라디오
- 연속낭독(세상이 당신의 드라마다)(KBS 제3라디오)
- CBS 청소년 라디오 드라마 '우등생의 발길' - 누나